# Colisión entre barcos en la isla Lamma de 2012

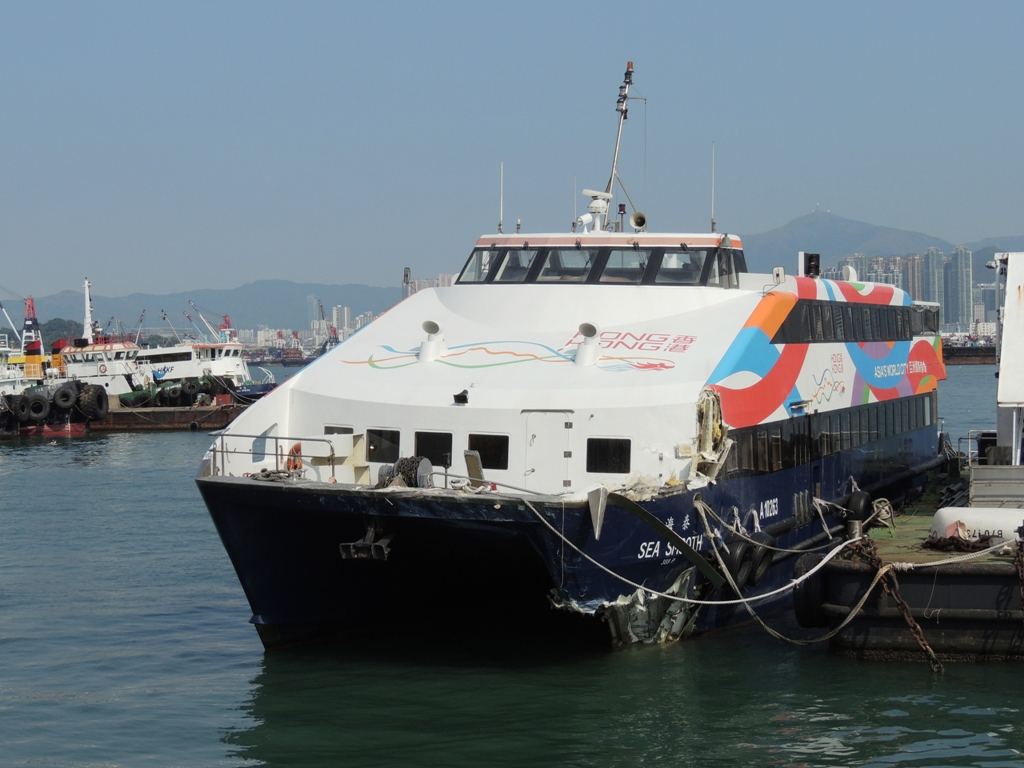
El Sea Smooth.

La colisión entre barcos en la isla Lamma de 2012 se produjo el 1 de octubre de 2012, cuando el ferry Sea Smooth  (海泰號) y el barco de pasajeros Lamma VI (南丫四號) con 121 pasajeros y tres tripulantes a bordo, chocaron frente a Yung Shue Wan, isla Lamma, Hong Kong, a las 20:20 hora local. Fue el Día Nacional de la República Popular China, y uno de los barcos se dirigía a la pantalla de fuegos artificiales conmemorativos, que se lanzarían media hora más tarde. El accidente se saldó con 39 muertos y  92 heridos, el incidente fue el peor desastre marítimo en Hong Kong desde 1971.